# Sant’Antonino TI
| TI ist das Kürzel für den Kanton Tessin in der Schweiz. Es wird verwendet, um Verwechslungen mit anderen Einträgen des Namens Sant’Antonino zu vermeiden. |

Sant’Antonino, im lombardischen Ortsdialekt Sant’Antunin [ˌsantantuˈniŋ], ist eine politische Gemeinde im Schweizer Kanton Tessin. Sie gehört zum Kreis Sant’Antonino und zum Bezirk Bellinzona.

## Geographie
Die Gemeinde liegt am Südrand der Magadinoebene, wird vom Fluss Tessin allerdings nicht berührt. Im Süden der Gemeinde erhebt sich das Cenerimassiv mit dem Mattro (1201 m ü. M.) als höchstem Punkt, in dessen unmittelbarer Nähe die Gemeindegrenze von Sant’Antonino verläuft.
Der alte Dorfkern (226 m ü. M.) liegt am Fuss des Monte Ceneri. Unmittelbar südlich oberhalb des Dorfs verlaufen heute die Nordrampen der A2 und des Streckenabschnitts Bellinzona–Lugano der Gotthardbahn, die in Richtung Süden den Monte Ceneri überwinden müssen.
Nördlich unterhalb des Dorfs breitet sich auf etwa 210 m ü. M. die Magadinoebene aus. Durch das Gemeindegebiet verläuft die Gotthardbahn-Stichstrecke Bellinzona–Locarno («Tessiner Talbahn»), die in Cadenazzo nach Luino verzweigt, und die Hauptstrasse 2. Letztere ist die wichtigste Strassenverbindung in der Magadinoebene und ist durch den Transitverkehr – ab dem Autobahnanschluss bei Camorino (Bellinzona-Sud) der A2 nach Locarno und Italien – stark belastet. Aufgrund der logistischen Lage ist Sant’Antonino der Sitz der Migros Tessin.
Nachbargemeinden sind von Nordwesten aus im Uhrzeigersinn Bellinzona, Isone und Cadenazzo.

## Geschichte
Das Dorf wurde 1219 als Sancto Antorino erstmals erwähnt. Bis 1442 war es nach Bellinzona kirchgenössig, anschliessend bis 1830 nach Cadenazzo. Früher ein Bauerndorf, entwickelt es sich seit den 1960er-Jahren zur Vorortsgemeinde von Bellinzona und ist seit 2000 dank seiner günstigen geographischen und verkehrstechnischen Lage zunehmend ein Gewerbe- und Industriestandort.
Sant’Antonino bildet nach wie vor eine eigenständige Bürgergemeinde.

## Bevölkerung
Einwohnerzahlen: Volkszählungsdaten

## Industrie
- Interroll Holding (Schweiz) AG[9]

## Sport
- Unione Sportiva Sant’Antonino[10][11]

## Sehenswürdigkeiten
- Pfarrkirche Sant’Antonino: Romanischer Glockenturm aus dem 12. Jahrhundert und einschiffige Barockkirche aus dem 16./17. Jahrhundert. Das ehemalige Beinhaus ist heute eine Lourdesgrotte.[12]
- Casa Grino: Einfamilienhaus beim Bahnhof in Form eines Kreissektors, 1984–1985 nach Plänen von Franco und Paolo Moro erbaut.[12]
- Spirale verde: In der Industriezone vom Landschaftsarchitekten Paolo L. Bürgi für die Knoll-Bio Research realisierter, aus hundert Pappeln bestehender spiralförmiger Garten.[12]

## Persönlichkeiten
- Christian Vitta (* 1972), ehemaliger Gemeindepräsident der Gemeinde Sant’Antonino, Staatsrat des Kantons Tessin.[13]

## Bilder

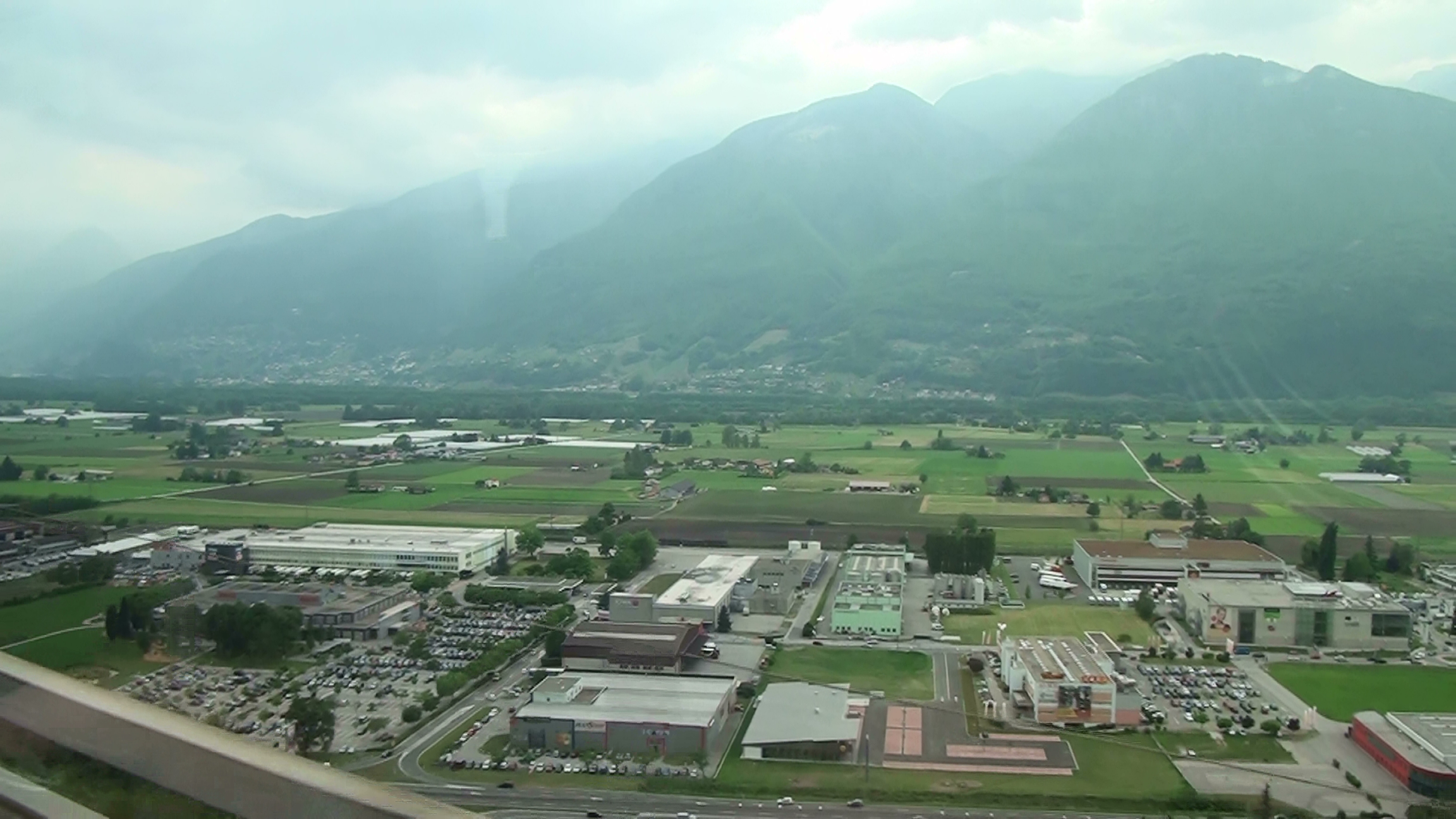
Sant’Antonino
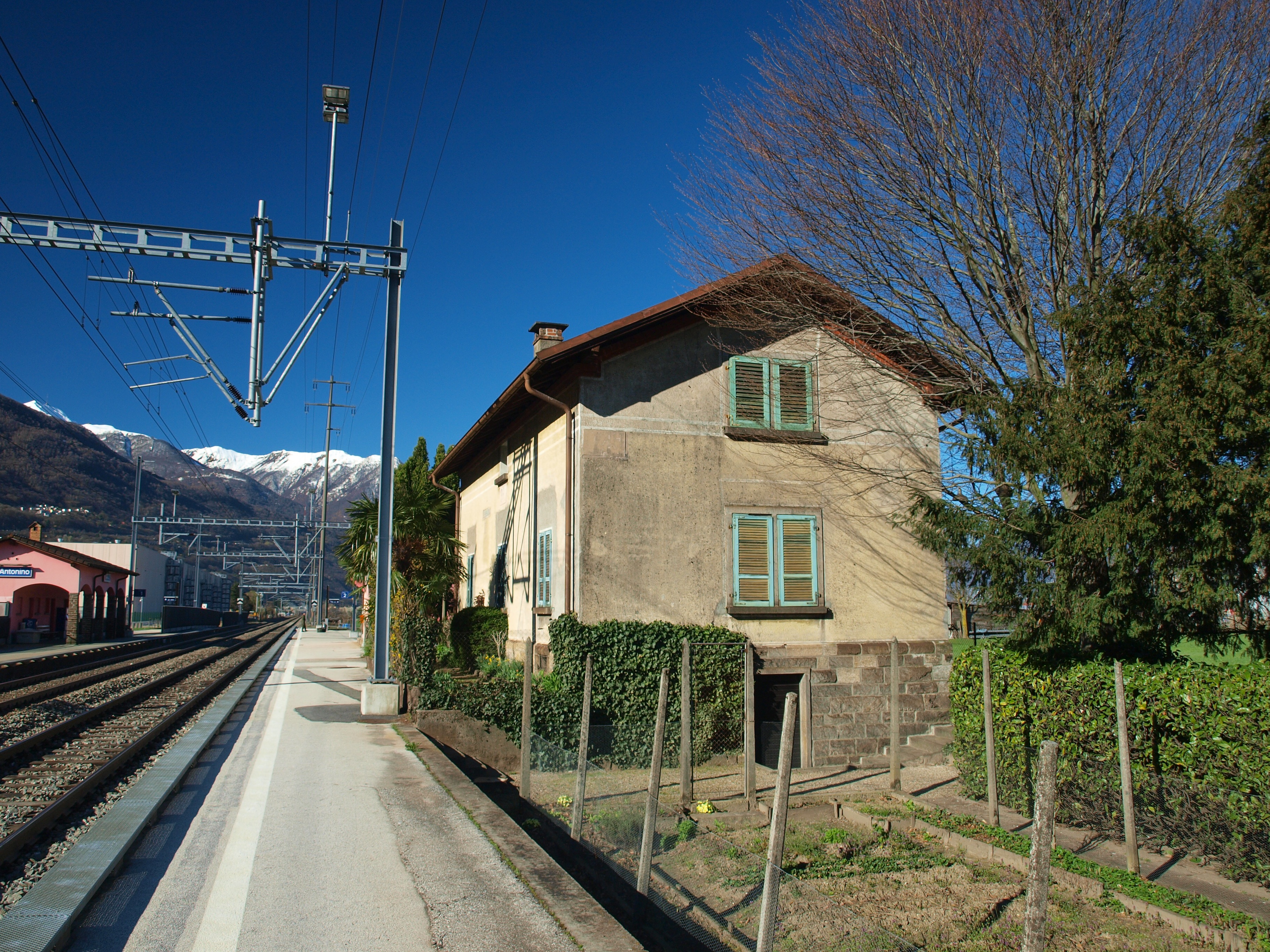
Bahnhof Sant’Antonino
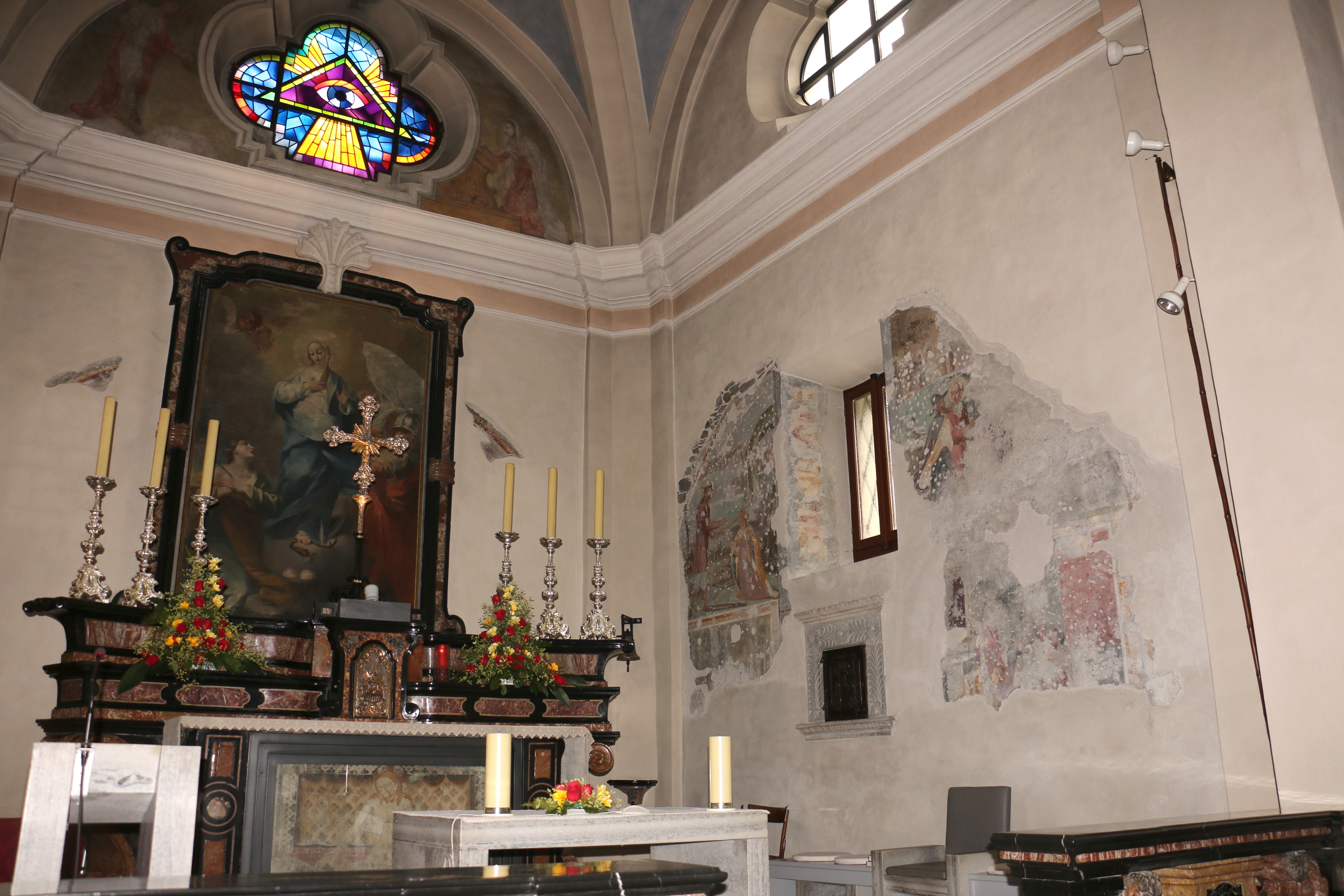
Pfarrkirche Sant’Antonino (2018)
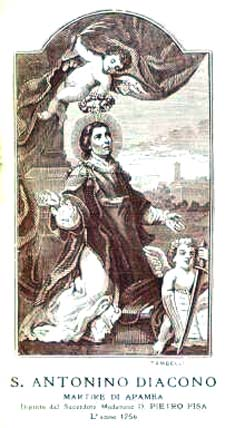
Sant’Antonino Martyr von Apamea